# Hans von Hausen
Hans von Hausen oder Hans Hanselmann (* um 1470; † 1532 (vor 10. November) in Herrenberg) war ein württembergischer Steinmetz, der sich in Herrenberg niederließ und dort bis zu seinem Tod tätig war.

## Leben
Der richtige Familienname des Steinmetzen, der in den Urkunden als „Hans von Hausen“ oder „[Hans] Hanselmann“ bezeichnet wurde, ist nicht bekannt. Ebenfalls ist es nicht bekannt, aus welchem Hausen er stammte. Er kam wohl Anfang 1496 (oder eventuell bereits etwas früher) mit seiner Frau nach Herrenberg und arbeitete als Steinmetzgeselle. Seine Frau, die aus Staffort bei Bruchsal stammte, war eine Leibeigene Wilhelm von Neippergs, Landhofmeisters des Markgrafen von Baden. Der junge Steinmetz muss beim Stadtregiment einen guten Eindruck erweckt haben, denn im April 1496 setzte sich der Schultheiß Ludwig Zwicker bei Herzog Eberhard II. für ihn ein, damit dieser die Freilassung der Frau erwirke und der „arme, geschickte Geselle“ sich als Bürger und Meister in Herrenberg niederlassen könne. Dies muss offenbar geschehen sein. Seit 1500 war Hanselmann steuerpflichtig und zahlte bis 1508 6 ß jährlich Steuern.
Die ersten Aufträge in Herrenberg erhielt Hanselmann von der Stadt. 1496 arbeitete er 20 Sommer- und 10 Wintertage am Rathaus, in den folgenden Jahren an den Stadtmauern, an den Toren, dann wieder am Rathaus und an den schadhaften Staffeln zur Kirche und anderswo sowie an den Brücken und Stegen. Unter seinen überwiegend handwerklichen Arbeiten gibt es eine Arbeit von hohem künstlerischem Wert – es handelt sich um die Kanzel in der Stiftskirche. Den Auftrag dazu, der durch die Spende des Herrenberger Bürgers Henslin Wegelin in Höhe von 14 ℔ hlr. ermöglicht wurde, erhielt er vom Stiftspropst Johannes Rebmann 1503, von dem zweifelsohne auch die thematische Ausschmückung der Kanzel stammt. Zunächst fertigte Hans eine Visierung der geplanten Kanzel an und nach deren Befürwortung brach er im gleichen Jahr die nötigen Steine und begann mit der Bearbeitung. 1504 konnte er die Kanzel aufstellen. Für die Kanzel erhielt er 1503 21 ℔ 16 ß 4 hlr. und 1504 82 ℔ 7 ß 4hlr., sowie 1 mltr Roggen und 3 mltr Dinkel. Sein Knecht Alexander bekam 2 ß Trinkgeld.
Die Ausschmückung der Kanzel stellt die vier Kirchenväter dar, die als Ganzfiguren an Pulten sitzen und sich um die Patronin der Kirche, Maria, gruppieren. Die Figuren sind nicht, wie allgemein üblich, aus dem Kanzelkorb herausgearbeitet, sondern eigens ausgeführt und in die Brüstungsnischen hineingestellt Das deutet darauf hin, dass Hans von Hausen diesen Teil des Auftrags an einen Bildhauer weiterverdingt hat. Stilistische Merkmale sprechen für einen Bildhauer vom Oberrhein. Der Kanzelfuß orientiert sich offenbar an der Kanzel der Tübinger Stiftskirche. Andere Elemente sind allerdings eine Neuerung innerhalb der württembergischen Kanzeln, die Hanselmann einen Platz in der Kunstgeschichte sichern. Es handelt sich um Bekrönungen der Brüstungsnischen, die eine Form der architektonischen Baldachine haben, sowie um die Kanzeltreppe, die S-förmig geschwungen ist.
1505 fertigte Hans von Hausen zwei neue Brunnen (offenbar an der Kirche): den Bodlerbrunnen und den Lembisbrunnen. 1506 baute er einen Badbrunnen. Er war auch später mit Arbeiten in der Herrenberger Stiftskirche beschäftigt. 1514 und vor allem 1520–22, als er einen größeren Auftrag bekam: den Einbau von Fenstern und Gewölbereparaturen. 1515–1524 zahlte er 5 ß sowie 1626 und 1630 und 1631 10 ß Steuern jährlich. Hans von Hausen starb während des Steuerjahres 1531/32 (vom 11. November bis zum 10. November) und war bis zum Ende tätig, denn seine Witwe war noch in Höhe 1 ℔ steuerpflichtig.
Seine beiden Söhne Hans der Jüngere und Philipp waren ebenfalls Steinmetze. Hans Hanselmann der Jüngere war mindestens seit 1526 steuerpflichtig (d. h. selbständig tätig) und zahlte 4 ß Steuern jährlich.